# Carl Bergstrom
Carl Theodore Bergstrom es biólogo teórico y evolutivo y profesor de la Universidad de Washington en Seattle, Washington , Estados Unidos. Bergstrom critica la investigación científica engañosa o de baja calidad. Es coautor de un libro sobre desinformación llamado Calling Bullshit: The Art of Skepticism in a Data-Driven World e imparte una clase con el mismo nombre en la Universidad de Washington.

## Investigación
El trabajo de Bergstrom se refiere al flujo de información a través de redes biológicas y sociales,  así como a la ecología y evolución de organismos patógenos , incluido el desarrollo de resistencia . 
Es coautor (con Lee Dugatkin) de un libro de texto universitario, Evolution . Con Jevin West, desarrolló el popular curso y sitio web Calling Bullshit . [Su trabajo ha llevado a identificarlo como un recurso para explicar la dinámica de la desinformación y la desinformación, en general.
Además de la biología evolutiva, los intereses de Bergstrom incluyen la clasificación de revistas científicas . En 2007, introdujo el Eigenfactor , métrica para la clasificación de revistas.  Este y otros trabajos relacionados sobre acceso abierto le valieron a él y a su padre, Ted Bergstrom, el Premio SPARC Innovator en junio de 2007.